# Bootsman

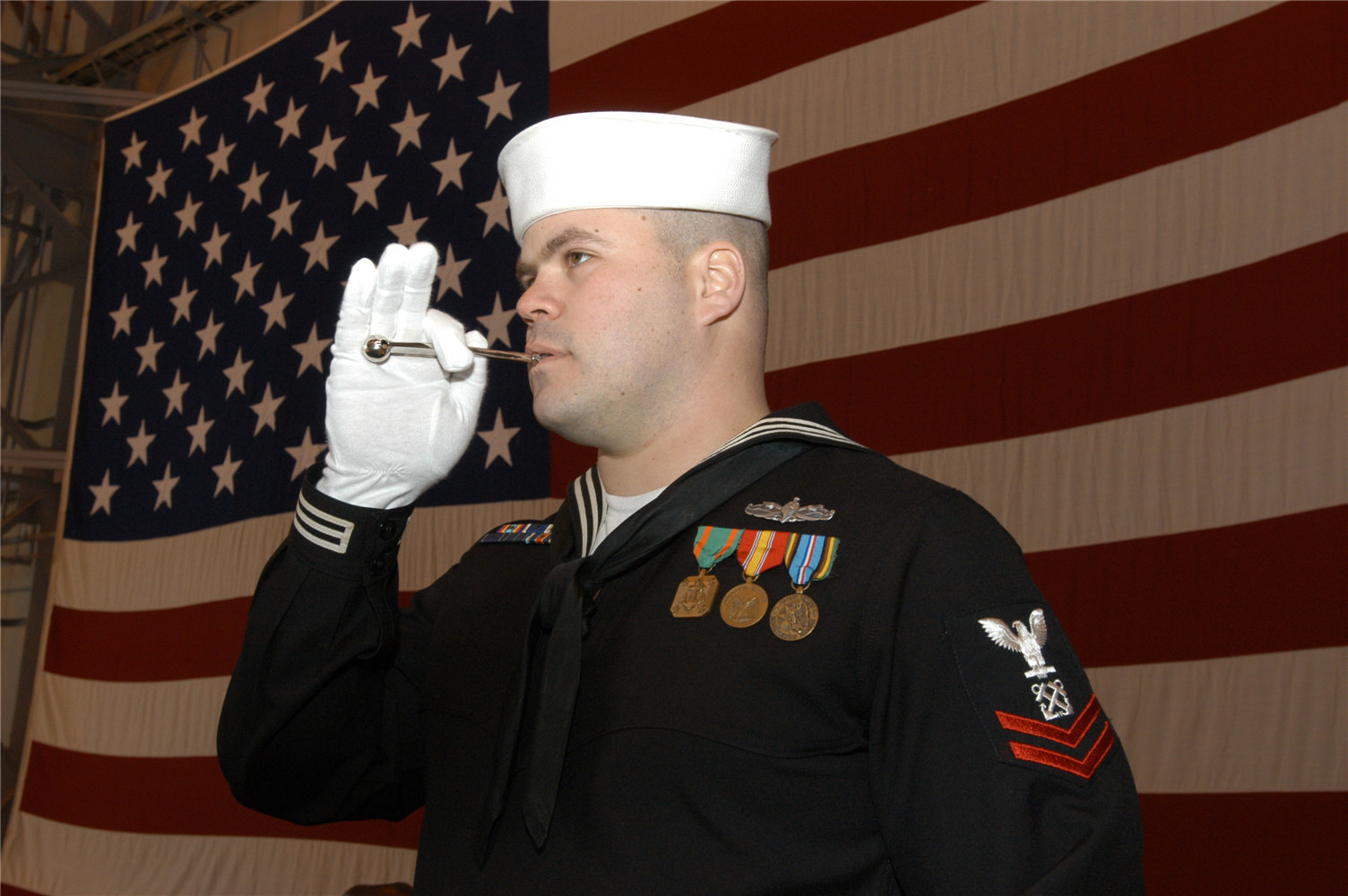
Bootsman

Bootsman is een rang (onderofficier) en een functie aan boord van koopvaardijschepen. De bootsman heeft de leiding over de matrozen en lichtmatrozen. Hij krijgt zijn instructies van de eerste stuurman en onder diens leiding is hij verantwoordelijk voor, onder andere, het onderhoud van het schip.
Bij veel roei- en zeilverenigingen wordt de term bootsman gebruikt voor die persoon die verantwoordelijk is voor het onderhoud van de vloot van de betreffende vereniging. Gebruikelijke werkzaamheden zijn hierbij; reparaties, onderhoud en vaarklaar maken van de boten.
Bij de watertak van scouting is het in Nederland de leider van een bak, in Vlaanderen is het de assistent-leider van een kwartier.